# Комарова, Татьяна Владимировна
Татьяна Владимировна Комарова (род. 11 сентября 1968, Брест) — российский композитор.

## Биография
Дочь композитора, музыкального директора студии Мосфильм Владимира Комарова. Окончила Московскую консерваторию (класс Николая Сидельникова).
Была замужем за немецким пианистом Ларсом Фогтом. Живёт в Берлине.

## Избранные произведения
- Соната для фортепиано (1990)
- Триптих для виолончели и фортепиано (1993)
- Октет (1994)
- Das Jahrmarktsfest zu Plundersweilern, опера по Гёте (1996)
- Вариации с темой для струнного оркестра (1997)
- Концерт для фортепиано с оркестром (2001)
- Tänze mit verbundenen Augen для фортепиано (2003)
- Dialogische Essenzen, концерт для альта, виолончели, струнного оркестра и перкуссии (2011)
- Umhüllt von Licht und Nebel, поэма для скрипки и фортепиано (2014)